# Lezioni di morte
Lezioni di morte (The Apprentice) è un romanzo dell'autrice americana Tess Gerritsen. Si tratta del secondo libro della serie sulla detective Jane Rizzoli e sul medico legale Maura Isles. Pubblicato per la prima volta negli Stati Uniti nel 2002, è arrivato in Italia nel 2004, tradotto da Adria Tissoni.

## Trama
Boston. Tarda estate. È passato circa un anno dagli avvenimenti del romanzo precedente. La detective Rizzoli viene chiamata a Newton sulla scena di un crimine. Sul posto trova il detective Vince Korsak che la guida sulla scena. Si tratta di un omicidio con rapimento. La vittima dell'omicidio è il dottor Richard Yeager, un uomo in buone condizioni fisiche che è stato legato e poi sgozzato. Sulla scena si trovano anche una tazzina da tè in frantumi e la camicia da notte della moglie dell'uomo ben ripiegata su una sedia. La moglie, Gail, non si trova e gli inquirenti ritengono sia stata rapita. Korsak ha chiamato Jane sulla scena perché ha rilevato notevoli somiglianze con gli omicidi dell'estate precedente, quelli commessi dal serial killer detto il Chirurgo, che ora si trova in una cella di un carcere del New England, a seguito di un'indagine a cui proprio Rizzoli ha largamente contribuito.
Dall'autopsia effettuata dalla dottoressa Isles emerge che la lama con cui l'uomo è stato ucciso è quella di un coltello da combattimento e che l'uomo è stato più volte colpito dalla scarica di un taser. Pochi giorni dopo viene ritrovato nei boschi della riserva di Stony Brook il cadavere di Gail Yeager, semisepolto. In tale circostanza Jane e la polizia di Boston con i detective di Newton incontrano per la prima volta l'agente dell'FBI Gabriel Dean. I rapporti sono piuttosto freddi, ma le ostilità vengono interrotte dalla scoperta di un secondo cadavere, ormai ridotto al solo scheletro, nei pressi dell'altro corpo.
L'autopsia del corpo più recente, quello di Gail Yeager, presenta segni di violenza carnale. Mentre l'esame dell'antropologo forense pur non riuscendo ancora a stabilire l'identità dello scheletro, riesce a definire alcune informazioni di base: si tratta di un'altra donna di età similare e con evidenti segni di lavori ortodontici ai denti. Ma l'esito rivela altresì che da ragazza aveva sofferto di rachitismo e aveva perciò vissuto in povertà.
Intanto il serial killer chiamato il Chirurgo riesce ad evadere di prigione e per Jane Rizzoli l'incubo dell'estate precedente ricomincia. Inoltre la detective continua a intravedere similitudini tra i due assassini. Questo fa aumentare ancora la tensione tra lei e l'agente Dean che in un primo momento non ritiene vi sia alcun nesso e mette in dubbio la lucidità della detective.
Una nuova coppia viene aggredita. Si tratta di musicisti d'orchestra in trasferta a Boston per alcuni concerti: Alexander Ghent e la moglie Karenna. Dopo aver esaminato la scena del crimine sembra evidente che il Chirurgo e il nuovo serial killer, che la stampa ha soprannominato il Dominatore, stiano lavorando insieme.
Le indagini proseguono a ritmo serrato e anche il rapporto tra Rizzoli e Dean migliora man mano che i due si conoscono e lavorano sul caso. Ma l'ombra dei due serial killer incombe sulla vita di Jane perché appare presto chiaro che è lei la vittima che entrambi gli assassini sperano di poter catturare.

## Rizzoli & Isles
Il primo episodio della serie televisiva Rizzoli & Isles, basata sui personaggi di questi libri di Tess Gerritsen, segue a grandi linee le vicende di questo libro. In originale l'episodio si intitolava See One, Do One, Teach One, ma in italiano è stato tradotto con L'apprendista.

## Edizioni Italiane
- Tess Gerritsen, Lezioni di morte, collana La gaja scienza n. 730, traduzione di Adria Tissoni, Milano, Longanesi & C., 2004,  p. 341, ISBN 88-304-2117-0.
- Tess Gerritsen, Lezioni di morte, traduzione di Adria Tissoni, Milano, TEA, 2006,  p. 341, ISBN 88-502-1025-6.